# Skróty i skrótowce używane w NATO – D
- DA
  - Damage Assessment
    - ocena szkód
    - szacowanie szkód

  - Denmark – Dania
  - Air Defence – obrona powietrzna
- DAC
  - Deployable ACCS Component – rozwijalny element ACCS
  - Disarmament and Arms Control – kontrola rozbrojenia i uzbrojenia
- DACAN – Military Committee Distribution and Accounting Agency – Wojskowa Komisja ds. Dystrybucji i Agencja Rachunkowości
- DACOS – Deputy Assistant Chief Of Staff – zastępca (drugi) szefa sztabu
- DAMREP – Damage Report – meldunek o zniszczeniach
- DAN – National Administratives Expenses – krajowe wydatki administracyjne
- DASC – Direct Air Support Center – ośrodek bezpośredniego wsparcia lotniczego

- DC
  - Disarmament Commission – komisja ds. rozbrojenia
  - Defence Committee – komitet obrony
- DCA
  - Defensive Counter Air – działania defensywne przeciwko zasobom powietrznym
  - Dual-Capable Aircraft – samolot podwójnego przeznaczenia (samolot zdolny do przenoszenia broni konwencjonalnej i nuklearnej)

- DEM – Deutsche Mark – marka niemiecka[1]

- DICONSTAAFF – Directing, Controlling Staff (NATO Exercise) – sztab kierujący i kontrolujący (ćwiczenia NATO)
- DIS – Diseased, Disease – chory
- DIV – Division – dywizja

- DL – Demarcation Line – linia demarkacyjna

- DME – Distance Measuring Equipment – wyposażenie do pomiaru odległości
- DMPI – Desired Mean Point Of Impact – pożądany punkt trafienia rakiety

- DO
  - Dominican Republic – Republika Dominikany
  - Targeting
    - oznaczenia celu
    - wybieranie celu

  - Dominica – Dominikana
- DOB
  - Depth Of Burst – głębokość wybuchu
  - Deployment Operating Base – operacyjna baza rozwinięcia
- DOC – Document – dokument
- DOS – Days Of Supply – dobowa norma zaopatrzenia
- DOW – Died Of Wounds – zmarły w wyniku poniesionych ran

- DoD
  - Department Of Defence
    - departament obrony
    - ministerstwo obrony narodowej

- DP – Decisive Point – punkt decydujący
- DPC – Defence Planning Committee – Komitet Planowania Obrony
- DPQ – Defence Planning Questionnaire – kwestionariusz planowania obronnego

- DR
  - Dose Rate – dawka promieniowania
  - Dominican Republic – Republika Dominikany
- DRC – Defence Review Committee – Komitet ds. Oceny Planowania Obronnego

- DS
  - Direct Support – wsparcie bezpośrednie
  - Declared Site – miejsce deklarowane
- DSG
  - Deputy Secretary General – zastępca sekretarza generalnego
  - Divisional Support Group – dywizyjna grupa wsparcia

- DTASS – Depressed Towed Array Sonar System – zanurzony system holowanych anten sonarowych
- DTG – Date Time Group – w blankietach dokumentów: grupa daty i czasu

- DWSNET – Distributed Wargaming System Network – sieć rozproszonego systemu gier wojennych

- DZ – Drop Zone – strefa zrzutu